# Bandiera del Ciad
La bandiera del Ciad è un tricolore verticale composto (da sinistra a destra) di tre bande blu, gialla e rossa; è stata adottata dall'11 giugno 1959, un anno prima dell'ottenimento dell'indipendenza dalla Francia. La stessa bandiera è usata per i colori nazionali della Romania, ma in quella africana è usata una tonalità di blu leggermente più scura; comunque, le due bandiere non sono storicamente correlate. I colori della bandiera del Ciad combinano la bandiera francese con i tradizionali colori panafricani e hanno anche un loro significato specifico: il blu è il cielo e le acque nel meridione, il giallo è il sole e il deserto del settentrione, il rosso è il valore e il sacrificio nella lotta per l'indipendenza.

## Bandiere storiche

Stendardo dell'Impero Kanem (XIV sec.)
Bandiera del Regno di Bornu (XV sec.)
Bandiera del governo della Francia libera in Ciad (1940–1942)

## Grandi similitudini tra bandiere nazionali
Come accade per le bandiere dell'Indonesia e di Monaco, dei Paesi Bassi e di Lussemburgo, anche quelle del Ciad e della Romania sono praticamente identiche. La differenza sta solamente nei colori: nella bandiera del Ciad, infatti, sono leggermente più scuri di quelli della bandiera romena.